# Frikjent
Frikjent (en inglés: "Acquitted"), serie de televisión noruega transmitida desde el 3 de agosto del 2015 hasta ahora por TV2.
La serie fue creada por Anna Bache-Wiig y Siv Rajendram Eliassen, y ha contado con la participación invitada de actores como Eirik Evjen, Trond Espen Seim, Nils Ole Oftebro, Martin Grid Toennesen, entre otros...
La serie muestra la batalla de culpa, venganza, esperanza y reconciliación de un hombre que a pesar de ser declarado inocente todavía es juzgado por la sociedad.

## Historia
La serie sigue a Aksel Borgen, es un banquero y empresario de inversiones de gran éxito en Malasia, casado y con un hijo que ha trabajado por 20 años para llegar a la cima en Malasia, luego de haber dejado su ciudad natal Lifjord, después de haber sido absuelto por el asesinato de su novia de la secundaria. 
Cuando el negocio principal de su ciudad natal se ve amenazado por la bancarrota que sumiría al pueblo en una crisis sin salida, Aksel regresa para salvar el lugar que una vez le dio la espalda. El pasado no ha sido olvidado, por lo que su llegada hace reaparecer viejas heridas y nuevos conflictos surgen, varios creen en su inocencia pero otros son escépticos y creen que la razón por la cual decidió dejar la ciudad años atrás fue por que era culpable.
Aksel busca su redención, al salvar la fábrica y los puestos de trabajo locales, mientras le demuestra a los incrédulos que es inocente del crimen por el cual fue acusado años atrás y que continúa sin ser resuelto, las cosas también se complican cuando su familia malaya que desconocía su pasado llega a Lifjord.

## Personajes

### Personajes principales
| Actor                 | Personaje           | Ocupación                | Episodios | Duración        |
| --------------------- | ------------------- | ------------------------ | --------- | --------------- |
| Nicolai Cleve Broch   | Aksel Nilsen Borgen | Empresario               | 18        | 2015 - presente |
| Lena Endre            | Eva Hansteen        | -                        | 18        | 2015 - presente |
| Anne Marit Jacobsen   | Mai-Britt Nilsen    | Madre de Aksel           | 18        | 2015 - presente |
| Tobias Santelmann     | Erik Nilsen         | Hermano de Aksel         | 18        | 2015 - presente |
| Henrik Rafaelsen      | Lars Hansteen       | Hijo de Eva y William    | 18        | 2015 - presente |
| Ellen Dorrit Petersen | Inger Moen Hansteen | Esposa de Lars           | 18        | 2015 - presente |
| Ingar Helge Gimle     | William Hansteen    | -                        | 17        | 2015 - presente |
| Susanne Boucher       | Helene Hansteen     | Hija de Lars             | 16        | 2015 - presente |
| Synnøve Macody Lund   | Tonje Sandvik       | Testigo / Amiga de Aksel | 15        | 2015 - presente |
| Fridtjov Såheim       | Svein Eriksen       | -                        | 15        | 2015 - presente |

### Personajes secundarios
| Actor           | Personaje          | Ocupación       | Episodios | Duración        |
| --------------- | ------------------ | --------------- | --------- | --------------- |
| Øystein Røger   | Finn Kristoffersen | -               | 14        | 2015 - presente |
| Anna Bache-Wiig | Marianne Eriksen   | -               | 12        | 2015 - presente |
| Anderz Eide     | Per Olav Nupen     | -               | 12        | 2015 - presente |
| Stig R. Amdam   | Rasmus Sunde       | -               | 11        | 2015 - presente |
| Elaine Tan      | Angeline Borgen    | Esposa de Aksel | 11        | 2015 - presente |
| Tone Danielsen  | Sigrid Kvamme      | -               | 4         | 2015 - presente |

### Antiguos personajes secundarios
| Actor             | Personaje        | Ocupación                | Episodios | Duración |
| ----------------- | ---------------- | ------------------------ | --------- | -------- |
| Jamie Hayden      | Degang Adams     | -                        | 10        | 2015     |
| Mathias Romano    | Tim Borgen       | Hijo de Aksel y Angeline | 8         | 2015     |
| Arthur Berning    | Frederik Jackman | -                        | 6         | 2015     |
| Julia Bache-Wiig  | Åse Johansen     | -                        | 5         | 2015     |
| Eirik Evjen       | Kjetil           | -                        | 4         | 2015     |
| Jalaluddin Hassan | Ken Leong        | -                        | 4         | 2015     |

## Episodios
La primera temporada estuvo conformada por 10 episodios, mientras que la segunda temporada estuvo conformada por 8 episodios.

## Producción
La serie es dirigida por Geir Henning Hopland, Rune Denstad Langlo y Cecilie A. Mosli, cuenta con los escritores Anna Bache-Wiig, Siv Rajendram Eliassen (también creadores), Jarl Emsell Larsen, Lasse Nederhoed y Lasse Kyed Rasmussen.
Producida por Jonas Allen, Peter Bose y Brede Hovland, junto al post-productor Charlotte Buch, los productores de línea Claus Willadsen y Mouns Overgaard, junto a Mikael Olsen.
La música está a cargo de Kristoffer Bonsaksen, Mike Hartung y Kåre Vestrheim, mientras que la cinematografía es realizada por Gaute Gunnari y Jakob Ingimundarson.
La serie cuenta con la compañía de producción "Miso Film Norge", otras compañías que han participado son "Dagslys" y "Setkeeper".
Desde el 2015 es distribuida por "Fremantle Media International" en todos los medios, por "TV2 Norge" en la televisión de Noruega, por "Film1 Action" en la televisión limitada, por "Lumière Home Entertainment" en DVD y Blu-ray de los Países Bajos, por "MTV3" en la televisión de Finlandia y por "Sveriges Television (SVT)" en la televisión de Suecia. Desde el 2016 es distribuida por "Koch Media" en DVD Y Blu-ray en Alemania. 
El 17 de noviembre del 2016 se anunció que la serie sería transmitida en España a través de Movistar Series. Las 2 temporadas fueron finalmente emitidas en 2016 y 2017.
La serie es filmada en Oslo, Årdalstangen, Lærdal, Sogn og Fjordane en Noruega.

### Emisión en otros países
| País         | Título                   | Cadena          | Fecha de Inicio                     | Fecha de Finalización |
| ------------ | ------------------------ | --------------- | ----------------------------------- | --------------------- |
| Alemania     | Lifjord - Der Freispruch | -               | 4 de febrero de 2016                | -                     |
| Dinamarca    | -                        | -               | 11 de septiembre de 2015            | -                     |
| Eslovenia    | Oproščen                 | RTVSLO          | 17 de enero de 2017                 | -                     |
| España       | Absuelto                 | Movistar Series | 3 de agosto de 2016                 | -                     |
| Finlandia    | Mustamaalattu            | MTV3            | 12 de noviembre de 2015             | -                     |
| Países Bajos | -                        | Film1 Action    | 28 de julio de 2015 (DVD y Blu-ray) | -                     |
| Rusia        | Оправданный              | -               | -                                   | -                     |
| Suecia       | Frikänd                  | SVT1            | 26 de abril de 2015                 | -                     |